# Zeiche setze
Zeiche setze ist das sechste Album der Allschwiler Rap-Band Brandhärd. Es erschien am 4. März 2005. Am 20. März stieg Brandrenalin in der offiziellen Schweizer Hitparade auf Platz 13 ein, was für die Band bis heute die höchste Platzierung in den Album-Charts bedeutet. In den folgenden acht Wochen rangierte die CD auf den Platzierungen 19, 29, 30, 42, 48, 60, 79 und abschliessend 80.

## Illustration
Das Cover zeigt die Band. Der Hintergrund ist schwarz, die 'Brandhärd'-Schrift in Graffiti-Stil golden und der Albumtitel weiss. Die Covergestaltung ist von 'SMASH137_Design'.

## Titelliste
1. Intro – 2:17
2. B.R.A.N.D.härd – 3:31
3. Survival of the Hartnäckigscht – 3:41
4. Einzelkämpfer – 3:53
5. Gueti Miene (feat. Taktpakt) – 4:26
6. Merksch nid...? – 4:28
7. R.I.P. – 3:57
8. Macht isch Gift – 4:06
9. Zeiche setze – 4:02
10. Mehr Zyt (feat. Ciaccolo) – 3:53
11. Jagdbeginn (feat. Rapreflex) – 5:04
12. F.A.Q. – 2:09
13. Xplicit Contents (feat. Mr. Complex) – 4:13
14. Zauberhaft – 3:56
15. 7-Sieche (feat. Stuuberocker) – 3:05
16. Filmriss Pt. II – 4:20
17. Was s'Läbe bringt – 5:45
18. Merci – 2:02

Intro
Im Intro begrüsst Fetch die Hörer und verspricht mehr Melodien und mehr Emotionen. Weiter nennt er Themen des Albums (Liebe, Bier, Macht, Krieg, Beat & Rap, Respekt, Kritik, Neid etc.). Songs sollen zukünftig auf ganzen Alben veröffentlicht werden, es gibt keine 'halben Sachen' mehr.
B.R.A.N.D.härd
Dieses Lied handelt von der Band selbst. Die 1. Strophe handelt von Fierce, die 2. von DJ Johny Holiday. Die letzte Strophe ist den Fans gewidmet.
Survival of the Hartnäckigscht
Dies ist ein sogenannter Battle-Track und richtet sich gegen alle Hasser und Neider von Brandhärd.
Einzelkämpfer
Im Track 'Einzelkämpfer' rappt Fetch über sein ungewolltes Einzelkämpferdasein, dem die Meinung der anderen egal ist. Er schätze die einsamen Momente genauso wie in der Gemeinschaft.
Gueti Miene
Hier wird gesagt, dass es besser sei, wenn man seine Meinung sagt. Der Refrain handelt davon, dass man sich gegenseitig nicht mag, aber deswegen beide ihren eigenen Weg gehen sollten.
Merksch nid…?
Das Lied 'Merksch nid…?' handelt vom Ende einer Beziehung. Fetch rappt, dass niemand seine Liebe wolle. Am Ende lässt er die Szenen seiner Beziehung Revue passieren.
R.I.P.
Dieses Lied handelt von der Trauer nach dem Tod eines sehr wichtigen Menschen, der viel zu früh gegangen ist.
Macht isch Gift
Fetch rappt in 'Macht isch Gift' über Machtsmissbrauch. Er sagt, dass die meisten um Macht kämpfen, und dass dies ein ewiger Wettstreit sei. Der gesellschaftskritische Text sagt weiter, dass es darauf ankomme, was man mit der Macht anfängt.
Zeiche setze
Der Titeltrack handelt von der Veränderung des Musiklebens der Band nach dem Durchbruch mit Noochbrand. Dabei werden sowohl die positiven als auch die negativen Seiten am Erfolg genannt.
Mehr Zyt
Dieser Song handelt davon, dass Fetch mehr Zeit für alles braucht. Zeit sei das Einzige, was er vermisse. In den Strophen zählt er auf, wofür er alles mehr Zeit braucht. Im Hintergrund hört man Ciaccolo beatboxen.
Jagdbeginn
Ein weiterer Track im Stil des Battle-Raps.
F.A.Q.
In diesem Lied äussert sich Brandhärd zu den Themen Geld, Groupies, Medien, Freestyle, Fans und Hooder. Auf jede dumme Frage gebe es jetzt eine dumme Antwort.
Xplicit Contents
Des Vorwurfes wegen, Rap verderbe die Kinder, rappen Fetch und Mr. Complex über Sexspielchen. Der Refrain handelt davon, dass sie es lieben, mit Nonsens zu schockieren, hier mit Sex in den Songtexten.
Zauberhaft
Dieser Song ist ein Lobeslied auf die Frauen. Darin bittet er sie, zauberhaft zu bleiben, denn ein Leben ohne sie wäre grauenhaft. Die letzte Strophe richtet sich an seine Freundin.
7-Sieche
Im Track 7-Sieche stellen sich Brandhärd und Stuuberocker als solche dar. Siebensiech bedeutet auf Schweizerdeutsch so viel wie ‚aussergewöhnlicher Typ‘.
Filmriss Pt. II
Dieser Song handelt vom Alkohol. Zu Beginn ist Fetch schnarchend zu hören, ehe er von einem Wecker geweckt wird. Er hat eine lange Nacht hinter sich, in der viel Alkohol im Spiel war. Er schafft den Weg zum Kühlschrank nur mit grösster Mühe.
Was s’Läbe bringt
In dem Song rappt Fetch geschichten von Leuten, die grosse Probleme im Leben haben. Er sinniert über den Sinn des Lebens und appelliert an die Menschen, die keinen Sinn am Leben sehen, dass jeder seine Lebensgeschichte habe und nichts vergebens sei.
Merci
Im Ausklang der CD Merci, der als eine Art Outro angesehen werden kann, bedankt sich die Band bei allen Supportern für die Unterstützung.

## Gastbeiträge
Insgesamt befinden sich auf dem Album fünf Gastbeiträge. Neben den WB-Tal-Acts Rapreflex, Taktpakt und den Stuuberockern sind das der Basler Beatboxer Ciaccolo, der seinen Beitrag als Hintergrundsound bei Mehr Zyt hat, sowie der New Yorker Rapper 'Mr Complex', der auf 'Xplicit Contents' dabei ist.

## Videos
Videoclips erschienen zu den Songs 'Survival of the Hartnäckigscht', 'Mehr Zyt' sowie zum Titeltrack 'Zeiche setze'. Produzent war Samuel Flückiger.

## Kritik
„Mit 'Zeiche setze' setzte Brandhärd tatsächlich Zeichen: dass Club-tauglicher, solider Hip-Hop auch inhaltlich Substanz haben kann zum Beispiel. Dass selbst hinter einem massentauglichen, flotten Reim-Flow noch eine erfrischende Rebellion gegen falschen Zuspruch zu hören ist [...] Musikalisch überzeugt das Album durchs Band, die teils knackig-funkigen, teils weichen Beats harmonieren perfekt mit den hintersinnigen Lyrics.“